# Cephalelus ivyae
Cephalelus ivyae är en insektsart som beskrevs av Davies 1988. Cephalelus ivyae ingår i släktet Cephalelus och familjen dvärgstritar. Inga underarter finns listade i Catalogue of Life.